# جولی پلک
جولی پلک (متولد ۲۶ مه ۱۹۷۲) یک تهیه‌کننده و نویسنده آمریکایی است که بیشتر به خاطر مجموعه خاطرات خون‌آشام و اصیل‌ها معروف شده‌است.

## کودکی
پلک در سال ۱۹۹۴ از دانشگاه نورت وسترن فارغ‌التحصیل شد. او درابتدا در رشته مرتبط با فیلم تحصیل می‌کرد اما درمیانه راه رشته اش را تغییر داد و در رشته مرتبط با وزارتخانه‌ها فارغ‌التحصیل شد.

## مسیر شغلی
پلک فیلم‌نامه دیگری برای وس کریون به نام نفرین شده نوشت که در سال ۲۰۰۵ منتشر شد و در آن کریستینا ریچی، جسی ایزنبرگ، جاشوا جکسون و شانون الیزابت بازی کردند. این فیلم در مراحل فیلم‌نامه‌نویسی و برنامه‌ریزی دچار مشکلاتی شد و نهایتاً در باکس افیس موفق نبود.
پلک مجموعه تلویزیونی جدیدی برای سی دابلیو با نام خاطرات خون‌آشام تهیه دید که اقتباسی از رمانی با همین نام بود. این مجموعه به بررسی داستان زندگی الینا گیلبرت (نینا دوبرو) می‌پردازد که عاشق خون‌آشامی به نام استفن سالواتوره (پاول وسلی) شده‌است. به زودی او خودش را در مثلث عشقی استفن و برادر بزرگترش، دیمن (ایان سامرهلدر) می‌بیند. این دو برادر هم گرفتار قضایایی از گذشته خود با کاترین پیرس (دوبرو) هستند. این مجموعه بر روی زندگی دوستان الینا و دیگر ساکنان شهر میستیک فالز نیز تمرکز دارد. خاطرات خون‌آشام در ۱۰ سپتامبر ۲۰۰۹ روی آنتن رفت و به زودی سریالی جهانی شد.
در نوامبر ۲۰۱۲، ددلاین دات کام اعلام کرد که جولی پلک و گرگ برلانتی حقوق ساخت انسان‌های فردا را به دست آورده‌اند.
در ۱۱ ژانویه ۲۰۱۳، اعلام شد که یک قسمت آزمایشی از خاطرات خون‌آشام به نام اصیل‌ها، قرار است به مجموعه‌ای مجزا تبدیل شود. این قسمت در آوریل ۲۰۱۳ در فصل چهارم خاطرات خون‌آشام پخش شد. کمی بعد به سریالی برای سی دابلیو تبدیل شد که اولین فصل آن در سال ۲۰۱۳–۱۴ روی آنتن رفت. جوزف مورگان در نقش کلاوس به صحنه بازگشت. به‌علاوه بازیگران خاطرات خون‌آشام ازجمله دنیل گیلیز، کلر هولت و فیبی تانکین هم در این فیلم نقشی دارند. این مجموعه با مسئولیت جولی پلک و بدون دخالت کوین ویلیامسون هدایت می‌شود.